# Arapoanga
| Região Administrativa de Arapoanga             |                         |
|                                                |                         |
| \| \| \| \|                                    |                         |
| Região Administrativa XXXIV                    |                         |
| Fundação: 21 de dezembro de 1992 (32 anos)     |                         |
| Lei de criação: 7190 de 21 de dezembro de 2022 |                         |
| Mapa de Arapoanga                              |                         |
| Limites:                                       | Planaltina (enclave)    |
| Distância de Brasília:                         | 38 km                   |
| Administrador(a):                              | Sérgio de Araújo        |
| Área                                           |                         |
| - Total                                        | 21,98 km²               |
| População                                      |                         |
| - Total                                        | 47.829 habitantes '     |
| Site governamental                             | www.arapoanga.df.gov.br |
|                                                |                         |
|                                                |                         |

Arapoanga é uma região administrativa do Distrito Federal brasileiro. Foi desmembrada em 2022 de Planaltina, região administrativa da qual fez parte por 30 anos.

## História
A ocupação da área teve início em 1992, a partir do parcelamento irregular e comercialização de uma grande propriedade privada, sem quaisquer laudos ambientais ou projetos urbanísticos, situação que resultou na expansão desordenada da Região Administrativa de Planaltina . 
A região é composta por duas Áreas de Regularização de Interesse Social (ARIS): Arapoanga e Arapoanga II, subdvididas em diversos condomínios em processo de regularização fundiária situados no Setor Habitacional Arapoanga.
Em dezembro de 2022, com objetivo de promover o desenvolvimento econômico da região, bem como os sistemas de educação pública e saneamento básico, Arapoanga foi desmembrada de Planaltina e se tornou a 34ª Região Administrativa do Distrito Federal, o que ocorreu com o advento da Lei distrital nº 7.190/2022. Arapoanga foi fundada em 21 de dezembro de 1992, recebendo a condição de região administrativa, conforme a Lei 7190, de 21 de dezembro de 2022.
Sua população é de cerca de 47.829 habitantes (PDAD 2021). 